# Hossegor Challenger 1989
L'Hossegor Challenger 1989 è stato un torneo di tennis facente parte della categoria ATP Challenger Series nell'ambito dell'ATP Challenger Series 1989. Il torneo si è giocato a Hossegor in Francia dal 19 al 25 giugno 1989 su campi in terra rossa.

## Vincitori

### Singolare
Thierry Tulasne ha battuto in finale  Bruno Orešar con il punteggio di 6–3, 2–6, 6–1

### Doppio
Peter Svensson /  Jörgen Windahl hanno battuto in finale  David Engel /  Barry Moir con il punteggio di 6–4, 7–5